# Rio Riet
Rio Riet é um rio da África do Sul.